# Cmentarz żydowski w Sompolnie
Cmentarz żydowski w Sompolnie – kirkut mieścił się na północ od drogi z Sompolna do Ślesina, blisko cmentarza luterańskiego. Powstał w 1816 roku. Ostatni pogrzeb odbył się w 1942. W czasie II wojny światowej został całkowicie zniszczony przez niemieckich nazistów. Macewy użyto do utwardzania ulic. W związku z tym nie zachował się żaden nagrobek.